# هوماري ساوا
هوماري ساوا (باليابانية 澤 穂 希 ، ولدت 6 سبتمبر 1978) هي لاعبة محترفة في كرة القدم للسيدات. وكانت كابتن الفريق الوطني لكرة القدم للسيدات في اليابان التي فازت بالميدالية الذهبية في كأس العالم للسيدات 2011، وقادت الفريق للحصول على الميدالية الفضية في الألعاب الأولمبية الصيفية 2012. في عام 2012، فازت بجائزة أفضل لاعبة في العالم لكرة القدم للسيدات 2011 من قبل الاتحاد الدولي لكرة القدم مع نادي إيناك ليونيسا الياباني. تلعب سوا حاليا لـ (أي ان ايه سي كوب ليونشيه) في الدوري ناديشيكو 1. .

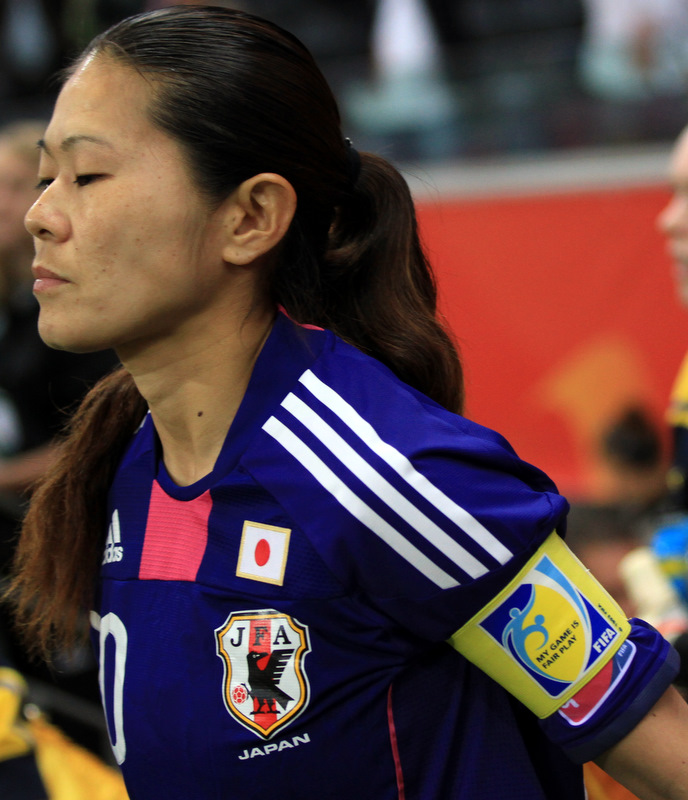
ساوا تقود اليابان في كأس العالم للسيدات 2011

## روابط خارجية
- هوماري ساوا على موقع الاتحاد الدولي (مؤرشف)  (الإنجليزية)
- هوماري ساوا على موقع قاعدة بيانات كرة القدم.إي يو (الإنجليزية)
- هوماري ساوا على موقع Soccerway.com (الإنجليزية)
- هوماري ساوا على موقع عالم كرة القدم.نت (الإنجليزية)
- هوماري ساوا على موقع كووورة
- هوماري ساوا على موقع اللجنة الأولمبية الدولية (الإنجليزية)
- هوماري ساوا على موقع أوليمبيديا (الإنجليزية)